# Feodor Deahna
Heinrich Wilhelm Feodor Deahna (8 de julho de 1815 – 8 de janeiro de 1844) foi um matemático alemão. É conhecido por provar o que atualmente é conhecido como teorema de Frobenius em geometria diferencial, que publicou no Journal für die reine und angewandte Mathematik em 1840.
Deahna nasceu próximo a Bayreuth em 8 de julho de 1815 e em 1834 era aluno da Universidade de Göttingen. Em 1843 lecionou como professor de matemática assistente no ginásio de Fulda, onde morreu pouco depois em 8 de janeiro de 1844.

## Publicações selecionadas
- Deahna, F. "Über die Bedingungen der Integrabilitat ....", Journal für die reine und angewandte Mathematik 20 (1840) 340-350.